# Копенхаген Оупън
Копенхаген Оупън (на английски: Copenhagen Open) е турнир по тенис за мъже, провеждан в Копенхаген, Дания.

## История
Копенхаген Оупън е тенис турнир от веригите Световен Шампионат по тенис (WCT) и ATP Тур, който се провежда от 1973 до 2003 г. с прекъсвания. Играе се на закрити кортове с килими от 1973 до 1999 г. и на закрити твърди кортове от 2000 до 2003 г.
За първи път се провежда през февруари 1973 г. като част от турнето на WCT и включва известни играчи като Кен Роузуъл, Фред Стол, Артър Аш и Том Окер.
Турнирът не се провежда през следващите две години, но се връща в календара през 1976 г. След 1976 г. турнирът е прекратен. Той е възобновен отново през 1991 г. като част от ATP Тур и се играе до 2003 г. Единственият играч, който печели Копенхаген Оупън повече от един път е Магнус Густафсон (1998, 1999). Единственият победител от Дания е Ларс Елвстрьом.

## Финали

### Сингъл
| Година    | Шампион           | Финалист          | Резултат                       |
| --------- | ----------------- | ----------------- | ------------------------------ |
| 2003      | Карол Кучера      | Оливие Рокюс      | 7 – 6(7-4), 6 – 4              |
| 2002      | Ларс Бургсмюлер   | Оливие Рокюс      | 6 – 3, 6 – 3                   |
| 2001      | Тим Хенман        | Андреас Винчигера | 6 – 3, 6 – 4                   |
| 2000      | Андреас Винчигера | Магнус Ларсон     | 6 – 3, 7 – 6(7-5)              |
| 1999      | Магнус Густафсон  | Фабрис Санторо    | 6 – 4, 6 – 1                   |
| 1998      | Магнус Густафсон  | Давид Приносил    | 3 – 6, 6 – 1, 6 – 1            |
| 1997      | Томас Йохансон    | Мартин Дам        | 6 – 4, 3 – 6, 6 – 2            |
| 1996      | Седрик Пиолин     | Кенет Карлсен     | 6 – 2, 7 – 6(9-7)              |
| 1995      | Мартин Синър      | Андрей Олховски   | 6 – 7(3-7), 7 – 6(10-8), 6 – 3 |
| 1994      | Евгени Кафелников | Даниел Вацек      | 6 – 3, 7 – 5                   |
| 1993      | Андрей Олховски   | Никлас Култи      | 7 – 5, 3 – 6, 6 – 2            |
| 1992      | Магнус Ларсон     | Андерс Ярид       | 6 – 4, 7 – 6(7-5)              |
| 1991      | Йонас Свенсон     | Андерс Ярид       | 6 – 7(5-7), 6 – 2, 6 – 2       |
| 1977-1990 | Не се провежда    | Не се провежда    | Не се провежда                 |
| 1976      | Ларс Елвстрьом    | Жан-Франсоа Койол | 6 – 4, 6 – 4                   |
| 1974-1975 | Не се провежда    | Не се провежда    | Не се провежда                 |
| 1973      | Роджър Тейлър     | Марти Рисен       | 6 – 2, 6 – 3, 7 – 6            |